# Serenata n.º 12 (Mozart)
La Serenata n.º 12 para instrumentos de viento en do menor, K. 388/384a, conocida como «Nachtmusik», fue compuesta por Wolfgang Amadeus Mozart en 1782 o 1783. En 1787, Mozart transcribió esta composición para su Quinteto de cuerda n.º 2 (KV 406/516b).
Para los compositores clásicos como Mozart, el género musical serenata no era algo realmente serio. Se trataba de música compuesta para una celebración social, generalmente llevada a cabo fuera de recintos cerrados. Más que música para ser escuchada, era música de fondo muy apropiada para una escena en una terraza o jardín en un palacio cortesano con miembros de la nobleza comiendo o conversando.
Después de 1781, Mozart compuso obras tituladas «serenatas» con un carácter más próximo al de una serenata ligera. Fruto de esta idea es la Serenata n.º 12, una obra única de la cual se tiene muy poca información. No se conservan documentos que revelen la razón por la cual Mozart escogió un género trivial por naturaleza para componer una obra de gran elaboración. En cuatro movimientos, introduce gestos atípicos como la tonalidad menor en el primer movimiento y procedimientos complejos, entre ellos el contrapunto en el tercer movimiento.

## Estructura

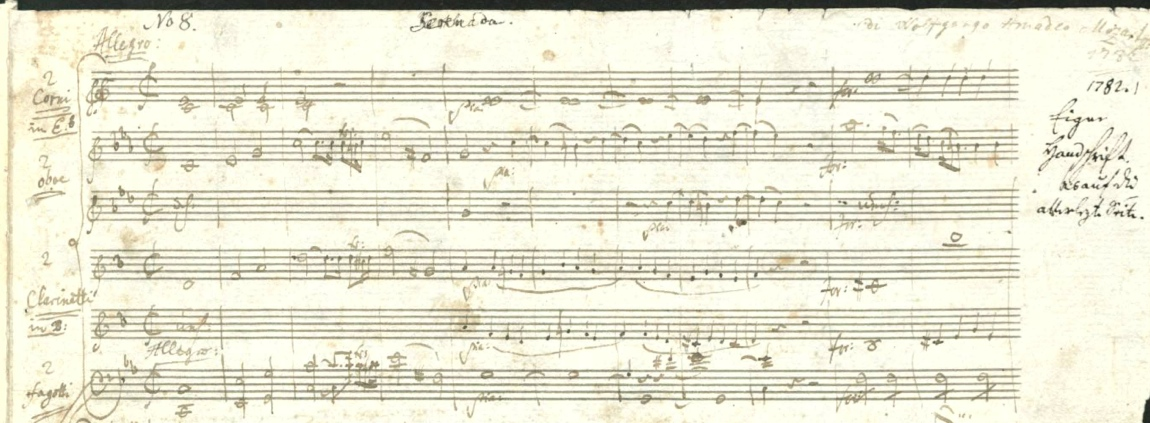
Principio de una copia manuscrita, fechada el 11 de nov. de 1782.

La obra está escrita para dos oboes, dos clarinetes, dos trompas, y dos fagotes, y consta de cuatro movimientos:
- I. Allegro
- II. Andante
- III. Minuetto in canone
- IV. Allegro

Los oboes presentan la melodía con la respuesta de los fagotes un compás más tarde. El trío es también canónico, con la respuesta a la melodía tocada al revés. El final es un conjunto de variaciones que contienen un episodio central en mi bemol mayor y una coda que se convierte en do mayor al final.